# Хентов, Виктор Яковлевич
Виктор Яковлевич Хентов   (род. 2 ноября 1936 года, г. Ростов-на-Дону) — доктор химических наук (1988), профессор кафедры общей и неорганической химии Южно-Российского государственного политехнического университета имени М. И. Платова (1990) . 

## Биография
Виктор Яковлевич Хентов родился 2 ноября 1936 года в г. Ростове-на-Дону.  В 1959 году окончил химический факультет Ростовского государственного университета. Работал в научно-исследовательском институте, с 1964 года читал лекции по химии в Ростовском институте инженеров железнодорожного транспорта (ныне Ростовский государственный университет путей сообщения). Учился в аспирантуре.
В 1967 году защитил диссертацию на степень кандидата химических наук. С 1968 года работал в Южно-Российском государственном политехническом университете (НПИ), являясь доцентом кафедры неорганической химии.  В 1988 году защитил докторскую диссертацию в МХТИ им. Д.И. Менделеева по специальности физическая химия и коллоидная химия. Тема диссертации —  «Селективность капельного уноса и состав поверхностного слоя растворов». В этом же году получил степень доктора химических наук. В 1990 году получил звание профессора кафедры неорганической химии Новочеркасского политехнического института.
Область научных интересов: корреляционный анализ в неорганической химии, физико-химия поверхностных явлений, прямой синтез комплексных соединений, извлечения металлов из промышленных отходов, нестационарные процессы в тонких слоях жидкости. В сфере его научных интересов —  технологии пропитки графитов, для чего разработаны специальные эмульсии. Эти эмульсии были внедрены на Новочеркасском электровозостроительном заводе и Ленинградском оптико-механическом объединении. В 1964 году проводил исследования процессов на межфазной границе; избран членом научного совета по коллоидной химии и физической механике АН СССР.
Под руководством В. Я. Хентова подготовлены и защищены 14 кандидатских диссертаций кандидатов химических и технических наук (научный руководитель Хуссейна Ханаа Хассана Хуссейна).  Награжден знаком «Изобретатель СССР».

## Труды
Виктор Яковлевич Хентов является автором около 365 научных работ, включая монографию «Капельный унос», авторских свидетельств на изобретения.
- Хентов В. Я. Инженерная химия : Учеб. пособие / В. Я. Хентов; Новочерк. политехн. ин-т им. С. Орджоникидзе.  Новочеркасск : НПИ, 1992. 133 с.: ил.; 20 см.; ISBN 5-230-11398-7.
- Хентов В.Я., Е.Ю.Шачнева, В.В. Семченко. Донорно-акцепторные системы в решени проблемы рециклинга металлов: монография. М.: «Русайнс», 2017. ‒ 126 с.
- Хентов В.Я.. Шачнева Е.Ю.Физико-химичестие процессы в техносфере Учебное пособие. М.: «Русайнс» ‒ 76 с.
- Хентов В.Я., Шачнева Е.Ю. Принципы самоорганизации структур в растворах. Лабораторный практикум. Учебно-методическое пособие. М.: «Русайнс», 2017. ‒
- Хентов В.Я., Семин Е.Г., Власов Ю.В., Гасанов В.М. Барботаж. Барботажный аэрозоль. Проблемы и решения. Монография. Спб.: ХИМИЗДАТ, 2013. ‒ 168 с.
- Хентов В.Я., Гасанов В.М., Карибов М.Р. Хуссейн Х.Х. Микрореакторы. Теория и практика. Махачкала; АЛЕФ(ИП ОвчинниковМ.А.),2014. – 42 с.
- Хентов В.Я., Хуссейн Х. Х. Связь структурных параметров твердого тела с кинетикой донорно-акцепторного взаимодействия в гетерогенных системах Инженерно-физический журнал, 2016. – Том 89. ‒ № 3. – С. 748-751
- Хентов В.Я., Семченко В.В., Хуссейн Х.Х. Гидролиз солей и гидратация ионов. Актуальные вопросы современной педагогики: материалы  VIII Mеждунар. науч. конф. (г. Самара, март 2016 г.). ‒ Самара: ООО «Издательство АСГАРД», 2016. ‒ Ч. III, 106 с. C. 268-270.
- Khentov V.Ya., Hussain H.H., Semchenko V.V. Interrelations of Valence fluctuation frequencies and Force constants with the Debye temperature of a Chemical compound metal. Austrian Journal of Technical and Natural Sciences. – 2015. ‒ № 5-6, May-June. P. 154-1568.
- Khentov V.Ya., Hussain H.H., Semchenko V.V. Copper surface etching in the donor-acceptor systems. European Science Review. 2015. ‒ № 5-6, May-June. P. 160-162.